# Janez Zlatousti
Sveti Janez Zlatousti, tudi sveti Janez Krizostom [krizóstom], svetnik, carigrajski patriarh, svetnik, eden treh velikih vzhodnih cerkvenih očetov, cerkveni učitelj, * 347, Antiohija, Sirija, † 14. september 407, Komana.

## Življenjepis
Sveti Janez Zlatousti je svetnik, ki ga časti celotno krščanstvo. 

### Izgon Janeza Zlatoustega
Janez Zlatousti je bil carigrajski patriarh. Upravičeno je kritiziral greh in nenravnost; cesarica Evdoksija je menila, da merijo njegove besede nanjo in ga je smrtno zasovražila. Ko je Janez v neki pridigi dejal: „Herodijada zopet divja in zahteva Janezovo glavo,” je tudi to obrnila nase in dosegla, da je neodločni cesar s pomočjo aleksandrijskega patriarha Teofila in nekaterih Janezu sovražnih škofov oropal Janeza škofovskega dostojanstva in privolil v njegovo izgnanstvo. Čeprav bolan, je moral potovati gologlav in po najhujši vročini ter mrazu. Na koncu poti je surovim vojakom, ki so ga na potovanjih zasmehovali in trpinčili, vse odpustil in dejal: „Bogu slava, Amen!” 
Kakor hitro je papež Inocenc za te spletke zvedel, je izjavil, da lahko o tako važni stvari odloča le koncil vzhodnih in zahodnih škofov. Ko je to uradno zahteval prek cesarja Honorija tudi v Carigradu, so poslanstvo tako žaljivo sprejeli, da bi prišlo do vojne med zahodnim in vzhodnim Rimskim cesarstvom, če ne bi tega preprečil vdor Gotov. Papež se je kljub temu postavil na stran žrtve in je s pismi tolažil pogumnega govornika, češ da naj bo potrpežljiv; končno je zagrozil z Božjo kaznijo cesarju in ga primerjal s Kajnom, ki je ubil svojega brata. 
Janeza Zlatoustega so vojaki zgrabili 16. aprila 404, na Veliko soboto, ko je čakalo na krst 3000 katehumenov, ter ga na silo odpeljali; najprej mu je bil določen za izgnanstvo Kukuz v gorati južni Armeniji. Še istega leta v oktobru je nenadoma umrla cesarica Evdoksija. Naslednje leto so Kukuz napadli razbojniki in ga požgali. Komaj se je rešil in se zatekel k bližnjemu škofu v trdnjavo Arabiz. Tu je zvedel, kako si papež prizadeva, da bi mu prek nove sinode vrnil čast in škofovski sedež. Njegovi sovražniki pa so le dosegli, da bi moral naprej v izgnanstvo v mesto Pityus, vendar je umrl na poti že v Komani14. septembra 407; naslednje leto je umrl tudi neodločni cesar Arkadij. Njegov sin Teodozij je javno obžaloval storjeno krivico in dal svetnikove ostanke z vso častjo prepeljati v Carigrad ter pokopati v carigrajski cerkvi svetih apostolov.

## Smrt in češčenje
Janez Zlatousti je umrl 14. septembra 407 v izgnanstuv v Komani blizu Črnega morja. Njegove relikvije so kmalu po njegovi smrti prepeljali v Carigrad. Sredi 8. stoletja so jih prepeljali v Rim in jih slovesno pokopali v Baziliki svetega apostola Petra v Vatikanu. 
Svoje ime si je prislužil s svojimi cerkvenimi govori, zaradi česar ga je papež Pij X. razglasil za zavetnika cerkvenih govornikov. Goduje 13. septembra. Pred koledarsko reformo Pavla VI. je bil njegov god 27. januarja.
Liturgija svetega Janeza Zlatoustega je najbolj razširjena oblika maše med pravoslavnimi in grkokatoliškimi kristjani. 
Eno obširnejših zborovskih del ruskega skladatelja Sergeja Rahmaninova je Liturgija Svetega Janeza Zlatousta (op. 31).